# IC 338
IC 338 је спирална галаксија у сазвјежђу Бик која се налази на листи објеката дубоког неба у Индекс каталогу.
Деклинација објекта је + 3° 7' 6" а ректасцензија 3h 37m 38,1s. Привидна величина (магнитуда) објекта IC 338 износи 14,0 а фотографска магнитуда 14,9. IC 338 је још познат и под ознакама MCG 0-10-7, CGCG 391-18, PGC 13373.